# 愛のメロディー (ボビー・ヴィントンの曲)
「愛のメロディー」（あいのメロディー、My Melody of Love）は、アメリカ合衆国の歌手ボビー・ヴィントンによる1974年のポピュラー音楽の楽曲。もともとは、ヘンリー・メイヤー (Henry Mayer) が作曲したドイツ語の歌であったが、これをもとにヴィントンが（英語の歌詞を載せ）アルバム『Melodies of Love』に収録した。
ヴィントンは、ネバダ州ラスベガスに出演しているときに、メイヤーの曲を改作することを思いついた。原曲は「Herzen haben keine Fenster」（「心には窓がない」の意）といい、ドイツやオーストリアで、オーストリア人の歌手エルフィ・グラフ (Elfi Graf) によってヒットとなっていた。1974年はじめ、イギリスのデュオ、ピーターズ・アンド・リー (Peters and Lee) は、この曲に新たに英語の歌詞をつけて「Don't Stay Away Too Long」というシングルを出した。ピーターズ・アンド・リー盤は、アメリカ合衆国ではチャート入りを果たせなかったが、全英シングルチャートでは3位まで上昇した。ヴィントンが書いた歌詞は、リフレインで英語とポーランド語を交互に用いるコードスイッチングを行なっている。 
Moja droga, ja cię kocham, 

Means that I love you so. 

Moja droga, ja cię kocham, 

More than you'll ever know. 

Kocham ciebie całym sercem, 

Love you with all my heart.
「愛のメロディー」は、ヴィントンにとって1964年にBillboard Hot 100の首位に立った「ミスター・ロンリー」以来ほぼ十年ぶりの、アメリカ合衆国のポップ・チャートでTOP 5に入るヒット作となり、1974年11月に、Billboard Hot 100 において2週にわたって3位となり、アメリカレコード協会 (RIAA) からゴールドディスクの認定を受けた。加えて、『ビルボード』誌のイージーリスニング・チャート（easy listening chart：Adult Contemporary chart の前身）においては、1週だけ首位に立ち、ヴィントンにとってはこのチャートで首位をとった4曲目のヒット作となった。隣国カナダでも大ヒットしチャートで「涙のくちづけ」（1972）以来の第１位を記録した。曲の成功によっては、ヴィントンには新たに「the Polish Prince」（「ポーランドのプリンス」の意）という渾名がつけられた。この曲は、1975年から1978年まで、カナダのCTVテレビジョンネットワークで放送されていたヴィントンのバラエティ番組『The Bobby Vinton Show』のテーマ曲にもなった。1970年代半ばから末にかけて、この曲は『The Lawrence Welk Show』で何回も演奏された。

## カバー
フランスではBoris Bergmanがボビー・ヴィントンの英詩をフランス語に訳し"Ma melodie d'amour"として
ミレイユ・マチュー盤が1976年にヒット。日本ではシャンソン歌手の多くがこの作品を取り上げている。
　　
　